# Georg Breuer (Journalist)
Georg Breuer (* 24. Oktober 1919 in Wien; † 28. November 2009 ebenda) war ein österreichischer Journalist.

## Leben und Wirken
Breuer wurde 1919 in Wien als Kind jüdischer Eltern geboren. Nach 1934 Mitarbeit in einer linken Diskussionsgruppe an der Mittelschule 1080 Wien, Albertgasse, dann im KPÖ-nahen Antifaschistischen Mittelschülerbund. Ende April 1936 Verhaftung und ein Monat Polizeihaft, danach Amnestie (begünstigt durch die Schwächung des klerikalen Ständestaat-Regimes nach dem Berchtesgadener Abkommen mit Hitler). Am Tag des Anschlusses an das Deutsche Reich (13. März 1938) Flucht nach Italien, wo sich der Vater gerade beruflich aufhielt.
Ein Jahr Emigration in der Schweiz, danach bis November 1945 in England. Im Sommer 1940 kurze Internierung in England und Kontaktaufnahme mit österreichischen Kommunisten. Engagement in der Bewegung Young Austria, Redakteur von deren Zeitung und Leitungsmitglied im illegalen „Kommunistischen Jugendverband“. Dort Heirat mit Eva Brill (später: Köckeis-Stangl), 1945 Geburt der gemeinsamen Tochter.
Ende 1945 Rückkehr nach Wien, bis 1949 Chefredakteur von „Jugend voran“, der Zeitung der KP-nahen "Freien Österreichischen Jugend" (FÖJ), von 1950 bis 1955 Redakteur der "Brücke" (Zeitung der "Österreichisch-Sowjetischen Gesellschaft"). Ab 1955 Mitarbeiter der KPÖ-Organs "Volksstimme", später nur noch extern aufgrund seiner kritischen Einstellungen nach 1956. Seither freiberuflicher Journalist mit Schwerpunkt Naturwissenschaften und Friedenspolitik, Publikation zahlreicher Bücher und Artikel.
Motiviert durch den Ärger über die Untätigkeit der politischen Öffentlichkeit in der "Kubakrise" 1962 wurde Breuer Gründer und treibende Kraft der überparteilichen österreichischen "Ostermarschbewegung", die von 1963 bis 1968 alljährlich zu Ostern Friedensmärsche gegen die Atomgefahr (und später auch gegen den Vietnamkrieg) veranstaltete.
1968 Anhänger des "Prager Frühlings", Initiierung einer Protest-Resolution des Ostermarschkomitees gegen den Einmarsch der Warschauer-Pakt-Truppen in die CSSR im August 1968. 1969 Austritt aus der KPÖ, die sich damals ihrer "eurokommunistisch" denkenden Mitglieder entledigte. 1972/73 Gründung des österreichischen "Solidaritätskomitees für die Demokratie in der CSSR", das bis 1990 bestand und materielle (insgesamt über eine Million Schilling) sowie moralische Unterstützung für politisch Verfolgte – z. B. von der "Charta 77" – in der CSSR leistete.
Von 1982 bis 1988 Mitarbeiter der "Arbeitsgemeinschaft Unabhängiger Friedensinitiativen Österreichs" (UFI) und Organisator des Dialog-Seminars "Friedensbewegung und Menschenrechtsbewegung – zwei Seiten einer Medaille?" (7. August 1982) in Wien. 1986 leitender Mitautor des anlässlich der Wiener KSZE-Nachfolgekonferenz erarbeiteten Memorandums "Das Helsinki-Abkommen mit wirklichem Leben erfüllen".
Breuer war in zweiter Ehe mit der Widerstandskämpferin und Journalistin (Chefredakteurin von Stimme der Frau) Rosa Großmann-Breuer verheiratet. Aus der Ehe stammen zwei Kinder.
Georg Breuer lebte bis zu seinem Lebensende in Wien und war bis fast zuletzt immer wieder Initiator von Aktivitäten, wie etwa der Unterschriftensammlung für die Petition "Abolition 2000" für die weltweite Abschaffung der Atomwaffen.

## Veröffentlichungen
- Könnte Österreich überleben? – Die Folgen eines totalen Atomkriegs (Verlag für Jugend und Volk, Wien 1964).
- Triumph der Phantasten. Die Väter der Raumfahrt (Schwann-Verlag, Düsseldorf 1967).
- Kann der Weltuntergang verhindert werden? – Marxismus im Atomzeitalter (Europa-Verlag, Wien 1968).
- Interview mit der Zukunft. Unsere Welt in zwanzig Jahren (Schwann-Verlag, Düsseldorf 1968).
- Menschen aus dem Katalog? Die Erbforschung auf dem Weg in die Zukunft (Schwann-Verlag, Düsseldorf 1969).
- Augen in das All. Himmelsbeobachtung im Zeitalter der Raumfahrt (Schwann-Verlag, Düsseldorf 1970).
- Selbstmord auf Abruf. ABC-Waffen – Realität und Hintergrund (Schwann-Verlag, Düsseldorf 1971).
- Die Herausforderung. Energie für die Zukunft – Gefahren und Möglichkeiten (Verlag Bertelsmann, München 1975).
- Wetter nach Wunsch? Perspektiven und Gefahren der künstlichen Wetterbeeinflussung (Deutsche Verlagsanstalt, Stuttgart 1976).
- Geht uns die Luft aus? Ökologische Perspektiven der Atmosphäre (Deutsche Verlagsanstalt, Stuttgart 1978).
- Energie ohne Angst. Wie wir auf Schnelle Brüter verzichten können (Kösel-Verlag, München 1980).
- Der sogenannte Mensch. Was wir mit Tieren gemeinsam haben und was nicht (Kösel-Verlag, München 1981).
- Das grüne Auto. Ein alternatives Verkehrskonzept (Kösel-Verlag, München 1983).
- Rückblende. Ein Leben für eine Welt mit menschlichem Antlitz. Mit einem Vorwort von Erika Weinzierl (Novum Verlag, Wien 2003).

Als Herausgeber
- Friedensbewegung und Menschenrechtsbewegung – zwei Seiten einer Medaille? (Verlag Europäische Perspektiven, Berlin 1983).